# Thieu Tri
Thiệu Trị (紹治) (Hué, 16 juni 1807 - aldaar, 4 november 1847) was keizer van Vietnam van 1841 tot 1847. Hij was de opvolger van keizer Minh Mang en de 3e keizer van de Nguyen-dynastie. 
Keizer Thieu Tri was een zeer chauvinistische man, nog meer dan zijn vader. Hij liet de bewegingsvrijheid van missionarissen verder aan banden leggen. Hij zag niet dat dit soort acties konden leiden tot een Franse interventie in Vietnam. In 1843 besloot Frankrijk een permanente vloot in de Aziatische wateren te stationeren om Franse belangen te beschermen. Ook had de vloot toestemming om bedreigde Franse burgers en missionarissen te redden, bij voorkeur zonder het voeren van de Franse vlag.
In Frankrijk werd keizer Thieu Tri in die tijd door de missionarissen afgeschilderd als een bruut. De keizer echter toonde compassie ten opzichte van de missionarissen: zijn enige doel was om ze het land uit te zetten, niet om ze te vermoorden. De missionarissen voelden zich gesteund door de aanwezigheid van de Franse vloot en hun geloof in hun heilige opdracht om de "barbaren" te bekeren tot Gods woord.
Zijn heerschappij viel samen met de opiumoorlog in China, die door de Engelsen gebruikt werd om de handel met China te openen. Deze ontwikkeling in China bewoog de Fransen om Vietnam tot soortgelijke concessies te dwingen.